# Straalbeluchter
Een straalbeluchter is een toestel dat lucht in een vloeistof brengt door middel van het venturi-effect. Toepassingen zijn er in rioolwaterzuiveringsinstallaties, papierfabrieken en wijnbereiding.